# Svjetska meteorološka organizacija
Svjetska meteorološka organizacija (engl. World Meteorological Organization ili WMO, fr. Organisation météorologique mondiale ili OMM) je međuvladina specijalizirana organizacija Ujedinjenih naroda za meteorologiju (vrijeme i klimu), hidrologiju i srodne geofizičke znanosti, sa sjedištem u Ženevi. Osnovana je 23. ožujka 1950., a prethodila joj je Međunarodna meteorološka organizacija (eng. International Meteorological Organization ili IMO), osnovana 1873. u Beču. Danas je u nju učlanjeno ukupno 185 država i 6 teritorija. Vrhovno je tijelo organizacije Svjetski meteorološki kongres koji se održava svake četvrte godine, a izvršno je tijelo Izvršni savjet. Na čelu je organizacije glavni tajnik. Provedba programa koordinira se putem 6 regionalnih asocijacija (Afrika, Azija, Južna Amerika, Sjeverna Amerika, Karibi i jugozapadni Pacifik, Europa) te osam tehničkih povjerenstava (bazični sustavi, instrumenti i metode opažanja, atmosferske znanosti, zrakoplovna meteorologija, poljoprivredna meteorologija, oceanografija i pomorska meteorologija, hidrologija, klimatologija). Sada se u njezinu okviru provodi niz operativnih i istraživačkih programa, na primjer: svjetsko meteorološko bdjenje, svemirski program za zaštitu i prevenciju prirodnih katastrofa, svjetski klimatski program, istraživanje atmosfere i okoliša, primjena meteorologije, hidrologija i vodeni resursi, obrazovanje i obučavanje u okviru tehničke suradnje.
Sjedište SMO-a je u Ženevi, a sadašnji predsjednik je Alexander Bedritsky, glavni tajnik je Michel Jarraud, izabrani na 14. Svjetskom meteorološkom kongresu 2003. Svjetska meteorološka organizacija tvori jedinstvenu mrežu, s tri svjetska meteorološka centra, 34 regionalna specijalizirana meteorološka centra i 188 zemaljskih ili nacionalnih meteoroloških centara, skuplja, obrađuje i razmjenjuje oko 15 milijuna znakovnih podataka na dan i izrađuje 2 000 vremenskih karata. Zahvaljujući tim podacima SMO je već 1975. izdala prvu znanstvenu objavu o promjenama ozonske ovojnice koja je bila preteča Bečkoj konvenciji, Montrealskom protokolu i njegovim naknadnim dopunama. Na poticaj Prve svjetske konferencije o klimi, održane 1976., tri godine kasnije ustanovljen je izvanredno važan Svjetski klimatski program koji svjetsku javnost upoznaje i upozorava s problemima globalnog zatopljenja i ozonskih rupa.
Hrvatska je članica od 8. studenog 1992., a stalni predstavnik Hrvatske pri SMO-u je Ivan Čačić, ravnatelj Državnoga hidrometeorološkog zavoda.

## Svjetski meteorološki dan
Svjetski meteorološki dan obilježava se svake godine 23. ožujka.

## Meteorološke informacije
Pod meteorološkim informacijama podrazumijeva se sveukupnost podataka o stanju atmosfere ili o pojedinim meteorološkim pojavama ili elementima. Meteorološke informacije moraju zadovoljiti sljedeće osnovne zahtjeve: globalnost, sinkronost, istovjetnost metoda opažanja i motrenja, redovitost i operativnost. Globalnost informacija znači da se u prognostička središta, već prema području koje opslužuju, slijevaju podaci ne samo od meteoroloških postaja iz vlastite zemlje već i s čitavog kontinenta, okolišnih mora, a ponekad i iz čitavog svijeta. Što je duže razdoblje za koje se prognozira vrijeme, veće je i područje za koje se mora raspolagati meteorološkim informacijama. Budući da se procesi u atmosferi zbivaju ne samo pri tlu već i u visini, treba raspolagati podacima o stanju atmosfere na različitim visinama, najčešće iz čitave troposfere i donje stratosfere. Da bi se atmosferski podaci mogli pratiti, uspoređivati i analizirati na širokom području, potrebno je da se meteorološka opažanja i motrenja obavljaju sinkrono, to jest istodobno na čitavoj Zemlji. Podaci o tim mjerenjima moraju u vremenski kratkom roku doći od meteoroloških postaja do prognostičkih centara da bi bili svježi, a stanice moraju opažati i mjeriti svakodnevno u propisano vrijeme. 
Sustavi za dobivanje meteoroloških informacija obuhvaćaju: mrežu sinoptičkih i aeroloških stanica na kontinentu, brodske stanice, automatske stanice na plutačama (stacionarne i slobodne), meteorološke radarske postaje, meteorološki svemirski sustav i meteorološke istraživačke avione. 
Na Zemlji postoje deseci tisuća meteoroloških postaja, a od njih su neke (preko 8 000) uključene u međunarodnu razmjenu meteoroloških informacija za potrebe vremenske službe. To su takozvane sinoptičke postaje (u nas glavne meteorološke postaje), koje s kvalificiranim osobljem, standardnim uređajima i međunarodno propisanim metodama opažaju stanje atmosfere u takozvanim sinoptičkim terminima. Sinoptičke stanice na kopnu i moru motre u 00, 03, 06, 09, 12, 15, 18 i 21 sat po srednjem griničkom (greenwich) vremenu (GMT). Glavni su termini 00, 06, 12 i 18 sati. Aerološke stanice obavljaju mjerenja u 00 i 12 sati GMT, a mjerenja visinskog vjetra u 06 i 18 sati po GMT.
Sinoptičke stanice dostavljaju informacije u obliku sinoptičkih telegrama, takozvanih depeša, koje su šifrirane po posebnim, međunarodno prihvaćenim kodovima, tako da je moguće posvuda bez teškoća dešifrirati podatke o vremenu, bez obzira na državu odakle je depeša upućena. Kodove propisuje Svjetska meteorološka organizacija. 
Na osnovi podataka iz meteoroloških depeša crtaju se sinoptičke ili vremenske karte koje prikazuju stanje atmosfere u određenom terminu. Prizemne sinoptičke karte prikazuju vrijednosti meteoroloških pojava pri tlu, te oblake i vremenske pojave. Osnova je prizemne sinoptičke karte takozvani model postaje: oko kružića koji prikazuju lokaciju postaje ucrtavaju se simbolima vrijednosti pojedinih meteoroloških pojava prema meteorološkoj depeši. 
Visinske sinoptičke karte predočuju stanje atmosfere na standardnim izobarnim plohama od kojih je najniža na 850 mbar (oko 1,5 km), a najviša na 10 mbar (oko 30 km). Osnovni podaci, koji se unose u visinske karte, jesu aerološki podaci o temperaturi, rosištu, geopotencijalu i vjetru, izmjereni u terminu 00 i 12 sati GMT. Sinoptičke karte obično su u malom mjerilu i ucrtavaju se pomoću elektroničkog računala u prognostičkim centrima i potom se određenim vezama prenose do korisnika. 

### Svjetsko meteorološko bdjenje
Svjetski sustav meteoroloških opažanja i mjerenja postoji već dugo vremena, ali sve donedavno ta služba nije mogla pravodobno osigurati dovoljno meteoroloških podataka za svjetske analize atmosferskih događanja. Velika područja nisu bila pokrivena mjerenjima, prije svega na oceanima, polarnim predjelima, na južnoj polutki i u tropima, a sustav telekomunikacija nije omogućivao brzu dostavu podataka prognostičkim centrima. 
Opći tehnološki napredak, posebno satelitska meteorologija, uvođenje automatizacije u opažanja, mjerenja i telekomunikacije stvorile su potkraj šezdesetih godina 20. stoljeća osnovne preduvjete za uvođenje Svjetskog meteorološkog bdjenja ili WWW (eng. World Weather Watch). Osnovni je cilj WWW osigurati svim zemljama članicama Svjetske meteorološke organizacije meteorološke informacije potrebne za uspješan rad i znanstvena istraživanja. 
Svjetsko se meteorološko bdjenje sastoji od 3 osnovna dijela: 
- svjetski sustav motrenja, koji obuhvaća mrežu sinoptičkih i aeroloških stanica, te ostala sredstva za obavljanje mjerenja,
- svjetski sustav obrade podataka, koji obuhvaća meteorološke centre, uključujući službe obrade podataka i spremanja podataka,
- svjetski sustav telekomunikacija, potreban za brzu razmjenu podataka mjerenja i obrađenih podataka.

Svjetski sustav obrade podataka sastoji se od 3 različita tipa meteoroloških centara: svjetskih meteoroloških centara, regionalnih meteoroloških centara, te državnih meteoroloških centara. 
Svjetski meteorološki centri nalaze se u Moskvi, Washingtonu i Melbourneu. Oni primaju i satelitske meteorološke podatke s čitave Zemlje, a zatim ih predaju drugim svjetskim, regionalnim i državnim meteorološkim centrima.
Regionalni meteorološki centri (u Europi su Bracknell, Offenbach na Majni, Rim i Stockholm) imaju istu ulogu kao i svjetski meteorološki centri, ali samo u granicama područja koje poslužuju, najčešće za skupinu okolnih država. Osim toga u Readingu (Ujedinjeno Kraljevstvo) je uspostavljen Europski centar za srednjoročnu prognozu vremena, s osnovnim zadatkom da izrađuje prognostičke karte za područje Europe za 4 do 10 dana unaprijed. 
Državni meteorološki centri imaju istu ulogu kao i regionalni meteorološki centri, ali samo u granicama područja svoje države. U Hrvatskoj je to Državni hidrometeorološki zavod. 
Svjetski sustav meteoroloških telekomunikacija ostvaruje se preko svjetske, regionalne i državne mreže telekomunikacija.

## Vanjske poveznice
- Službene stranice Državnoga hidrometeorološkog zavoda Republike Hrvatske